# Sophronica brunnea
Sophronica brunnea là một loài bọ cánh cứng trong họ Cerambycidae.